# Maribo Amt

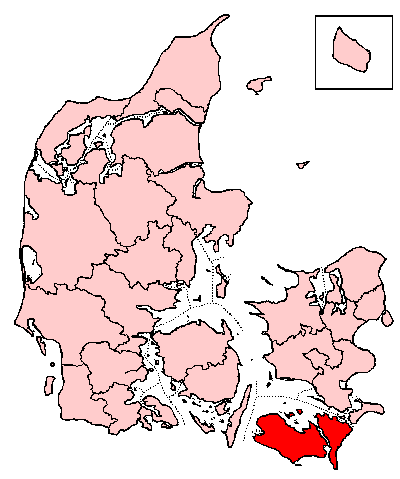
Lage des Maribo Amt in Dänemark

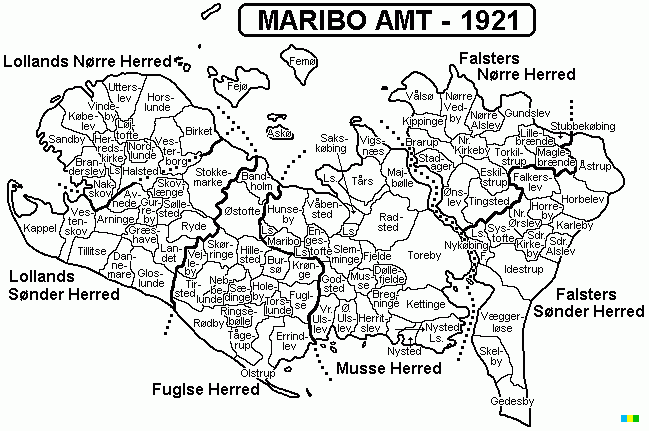
Maribo Amt

Maribo Amt (benannt nach der Stadt Maribo) war bis zur dänischen Kommunalreform zum 1. April 1970 eines der damaligen Ämter in Dänemark. Das Amt umfasste die Inseln Lolland und Falster und entstand 1803 durch Zusammenlegung von Maribo Amt, Halsted Amt, Ålholm Amt und Nykøbing Amt. 1970 wurden Maribo Amt und Præstø Amt zum Storstrøms Amt zusammengelegt, welches im Zuge der Kommunalreform 2007 in der Region Sjælland aufging.
Das Amt bestand aus sechs Harden (dänisch Herred):
- Lollands Nørre Herred
- Lollands Sønder Herred
- Fuglse Herred
- Musse Herred
- Falsters Nørre Herred
- Falsters Sønder Herred